# Sint-Gertrudiskerk (Beesel)
De Sint-Gertrudiskerk is de parochiekerk van Beesel, gelegen aan Kerkplein 2, in de gelijknamige Nederlandse gemeente.
Achter de kerk staat een Heilig Hartbeeld.

## Geschiedenis
De oudst bekende kerk stond in de buurtschap Ouddorp. Het was een 12e-eeuwse romaanse zaalkerk, welke in 1841 werd afgebroken en -ongeveer 200 meter verder in zuidoostelijke richting- vervangen door een waterstaatskerk die in 1842 werd ingewijd. Deze kerk werd ontworpen door Jean Dumoulin. In 1926 werd het zuidelijk deel van de kerk vergroot in neogotische trant, en de architect was Caspar Franssen. In 1928 werd de gehele kerk in deze stijl herbouwd.
Einde 1944 werd de kerk door oorlogsgeweld beschadigd en in 1947 hersteld. De 45 meter hoge toren werd in 1958 herbouwd naar ontwerp van Joseph Franssen.
De plaats waar de 12e-eeuwse kerk heeft gestaan is nu een archeologisch monument. Hier ligt ook het oude kerkhof met de oude ommuring. Bij opgravingen in 1997 werden muurresten van de oude kerk teruggevonden. Het oude kerkhof werd in veel later tijd uitgebreid met het nieuwe kerkhof.

## Gebouw
Het betreft een neogotische bakstenen basilicale kerk. Het interieur wordt gekenmerkt door schoon metselwerk. Het bevat keramische kunstwerken van Piet Schoenmakers, taferelen uit het Nieuwe Testament voorstellende. De toren heeft twee geledingen en wordt gedekt door een ingesnoerde naaldspits.